# Stefan Trienekens
Stefan Trienekens (* 21. August 1970) ist ein ehemaliger deutscher Fußballspieler.

## Karriere
Mit der B-Jugend von Bayer 05 Uerdingen wurde Trienekens 1986/87 Deutscher Meister. Der Jahrgang um Stephan Paßlack und Markus Bayertz besiegte den 1. FC Nürnberg klar mit 4:0. Von 1989 bis 1991 gehört der 1,94 m große Stürmer dem Bundesligakader der Uerdinger an, kam jedoch nur zu einem Einsatz. Daraufhin wechselte er 1991 zum Bundesligisten Fortuna Düsseldorf, mit dem er 1991/92 als Tabellenletzter abstieg. 1992/93 folgte der Absturz in die Oberliga Nordrhein. 1993 nahm Trienekens mit der Bundeswehr-Nationalmannschaft an der Militär-Weltmeisterschaft in Marokko teil und belegte den dritten Rang. Trienekens schloss sich daraufhin dem westfälischen Oberligisten VfL Gevelsberg an und spielte danach von 1994 bis 1996 zwei Jahre lang für den FC Remscheid. 1996 kehrte er zu Fortuna Düsseldorf zurück, stieg mit dem Verein in der Spielzeit jedoch erneut aus der Bundesliga ab. 1998 wurde er vom Oberligisten FC Wegberg-Beeck verpflichtet. Seine Spielerkarriere ließ Trienekens in der Reservemannschaft des MSV Duisburg auslaufen.

## Erfolge
- Deutscher B-Junioren-Meister: 1987 mit Bayer 05 Uerdingen
- Aufstieg in die Regionalliga: 1996 mit dem FC Remscheid